# Scottish Division One 1901/02
Die Scottish Football League Division One wurde 1901/02 zum neunten Mal ausgetragen. Es war zudem die zwölfte Austragung der höchsten Fußball-Spielklasse innerhalb der Scottish Football League, in der der Schottische Meister ermittelt wurde. Sie begann am 17. August 1901 und endete am 29. März 1902. In der Saison 1901/02 traten 10 Vereine in insgesamt 18 Spieltagen gegeneinander an. Jedes Team spielte jeweils einmal zu Hause und auswärts gegen jedes andere Team. Es galt die 2-Punkte-Regel. Bei Punktgleichheit waren die Vereine (mit derselben Punktausbeute) gleich platziert.
Die Glasgow Rangers gewannen zum insgesamt fünften Mal in der Vereinsgeschichte die schottische Meisterschaft. Da die Liga in der folgenden Saison auf zwölf Teams aufgestockt wurde, gab es in dieser Spielzeit keinen Absteiger. Torschützenkönig wurde mit 10 Treffern William Maxwell von Third Lanark.

## Vereine
| Verein              | Stadt      | Stadion         |
| ------------------- | ---------- | --------------- |
| Celtic Glasgow      | Glasgow    | Celtic Park     |
| FC Dundee           | Dundee     | Dens Park       |
| FC Kilmarnock       | Kilmarnock | Rugby Park      |
| FC Queen’s Park     | Glasgow    | Cathkin Park    |
| FC St. Mirren       | Paisley    | St. Mirren Park |
| Glasgow Rangers     | Glasgow    | Ibrox Park      |
| Greenock Morton     | Greenock   | Cappielow Park  |
| Heart of Midlothian | Edinburgh  | Tynecastle Park |
| Hibernian Edinburgh | Edinburgh  | Easter Road     |
| Third Lanark        | Glasgow    | Cathkin Park    |

## Statistik

### Abschlusstabelle
| Pl. | Verein                  | Sp. | S  | U | N  | Tore    | Diff. | Punkte |
| --- | ----------------------- | --- | -- | - | -- | ------- | ----- | ------ |
| 1.  | Glasgow Rangers (M)     | 18  | 13 | 2 | 3  | 043:290 | +14   | 28:80  |
| 2.  | Celtic Glasgow          | 18  | 11 | 4 | 3  | 038:280 | +10   | 26:10  |
| 3.  | Heart of Midlothian (P) | 18  | 10 | 2 | 6  | 032:210 | +11   | 22:14  |
| 4.  | Third Lanark            | 18  | 7  | 5 | 6  | 030:260 | +4    | 19:17  |
| 5.  | FC St. Mirren           | 18  | 8  | 3 | 7  | 029:280 | +1    | 19:17  |
| 6.  | Hibernian Edinburgh     | 18  | 6  | 4 | 8  | 036:240 | +12   | 16:20  |
| 7.  | FC Kilmarnock           | 18  | 5  | 6 | 7  | 021:250 | −4    | 16:20  |
| 8.  | FC Queen’s Park         | 18  | 5  | 4 | 9  | 021:320 | −11   | 14:22  |
| 9.  | FC Dundee               | 18  | 4  | 5 | 9  | 016:310 | −15   | 13:23  |
| 10. | Morton                  | 18  | 1  | 5 | 12 | 018:400 | −22   | 07:29  |

| Zum Saisonende 1900/01 |                           |
| (M)                    | Meister des Vorjahres     |
| (P)                    | Pokalsieger des Vorjahres |

## Wahlprozedere
Die Regularien der Scottish Football League sahen vor, dass sich am Saisonende die zwei schlechtesten platzierten Teams zu Wiederwahl stellen mussten. Abgestimmt wurde auf der jährlichen Hauptversammlung der Scottish Football League, bei der zugleich über Neuaufnahmen entschieden wurde. Dieses Wahlsystem bestimmte bis 1922 den Auf- und Abstieg zwischen der Division One und Division Two.
| Verein                | # Stimmen | Ergebnis    | Division     |
| --------------------- | --------- | ----------- | ------------ |
| Port Glasgow Athletic |           | aufgenommen | Division Two |
| Partick Thistle       |           | aufgenommen | Division Two |

## Die Meistermannschaft der Glasgow Rangers
| 1.              | Glasgow Rangers |
| Glasgow Rangers | - Tor: Matthew Dickie, Noble McPherson - Abwehr: David Crawford, Jock Drummond, Bobby Neill, Nicol Smith, James Stark, John Tait Robertson, George Young - Mittelfeld: John Campbell, Neilly Gibson, David Goudie, James Graham, John McPherson, Hugh Morton, John Wilkie - Sturm: James R. Hamilton, Robert Hamilton, Lee McDougall, Alex Smith, Finlay Speedie - Trainer: William Wilton |